# Trại Hướng đạo Đảo Brownsea
Trại Hướng đạo Đảo Brownsea là một sự kiện cắm trại dành cho nam trên Đảo Brownsea thuộc Bến tàu Poole, miền nam Anh Quốc, được Robert Baden-Powell tổ chức để thử nghiệm ý tưởng của mình về một cuốn sách tên là Hướng đạo cho nam (Scouting for Boys). Hai mươi bé trai từ những thành phần xã hội khác nhau tham dự trại này từ ngày 1 tháng 8 năm 1907 với các hoạt động như cắm trại, quan sát, kỹ thuật rừng, tinh thần thượng võ, cứu cấp và chủ nghĩa yêu nước. Được công nhận là trại Hướng đạo đầu tiên, sự kiện này được coi là sự khởi thủy thật sự của phong trào Hướng đạo khắp thế giới.
Cho đến đầu thập niên 1930, các cuộc cắm trại của Hướng đạo sinh tiếp tục trên Đảo Brownsea. Năm 1963, một khu đất trại Hướng đạo rộng 50 mẫu Anh chính thức được Olave Baden-Powell khai mạc khi đảo trở thành một khu Bảo tồn Tự nhiên do Hội Ủy thác Quốc gia làm chủ. Năm 1973, một trại họp bạn Hướng đạo đã được tổ chức trên đảo với 600 Hướng đạo sinh tham dự.
Kỷ niệm một trăm năm Hướng đạo năm 2007 trên toàn thế giới sẽ bắt đầu tại Trại Hướng đạo Đảo Brownsea để chào mừng ngày 1 tháng 8 năm 2007, kỷ niệm 100 năm ngày bắt đầu cuộc cắm trại Hướng đạo đầu tiên. Các hoạt động của Hội Hướng đạo Anh Quốc tại khu trại bao gồm 4 trại Hướng đạo và một buổi Lễ Bình minh.

## Bối cảnh
Tướng Baden-Powell đã trở thành một anh hùng quốc gia trong Đệ nhị Chiến tranh Boer vì cuối cùng ông đã phòng thủ thành công trong Cuộc bao vây Mafeking năm 1899–1900. Trong suốt cuộc bao vây, Đội Thiếu sinh quân Mafeking, gồm nam từ 12 đến 15 tuổi hoạt động như những người đưa tin tức, đã làm ông cảm kích vì lòng can đảm và nguồn lực hữu ích của họ. Robert Baden-Powell cũng đã xuất bản một số sách phổ biến về trinh sát quân sự. Trong số đó sách "Trợ giúp trinh sát", xuất bản năm 1899, đã trở thành một sách bán chạy nhất và được các giáo viên và tổ chức thanh thiếu niên dùng đến. Trong những năm theo sau chiến tranh, ông bắt đầu thảo luận ý tưởng về một tổ chức thanh thiếu niên mới với một số người trong đó có William Alexander Smith, sáng lập viên Lữ đoàn nam. Để thử nghiệm ý tưởng của mình trong lúc viết Hướng đạo cho nam, Baden-Powell nghĩ ra một cuộc trại thử nghiệm và tổ chức nó trên Đảo Brownsea trong mùa hè năm 1907. Ông mời người bạn lâu năm của ông, Thiếu tá Kenneth McLaren tham dự trại như một phụ tá cho ông.

## Cuộc cắm trại Hướng đạo đầu tiên

### Khu trại và tổ chức trại

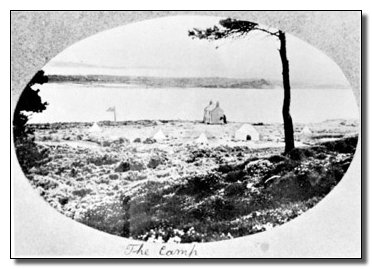
Bưu thiếp trại Hướng đạo đầu tiên, Đảo Brownsea, tháng 8 năm 1907

Đảo Brownsea gồm có 560 mẫu Anh đất rừng và nhiều khu đất trống có hai hồ. Baden-Powell đã viếng thăm khu đất này khi còn nhỏ cùng với các anh em của ông. Nó hoàn toàn hợp với nhu cầu của ông cho một trại vì nó bị ngăn cách với đất liền và vì vậy cũng các xa với truyền thông, nhưng chỉ mất một chuyến phà ngắn từ thị trấn Poole làm cho việc tiếp vận dễ dàng. Người chủ đất, Charles van Raalte, rất vui vẻ giao khu đất trại cho ông sử dụng.
Robert Baden-Powell mời 21 bé trai từ những thành phần xã hội khác nhau đến trại, một ý tưởng cách mạng trong thời ý thức giai cấp Anh Quốc dưới triều Edward VII của Anh. Mười trẻ đến từ các trường học công cộng dành cho nhà giàu, đa số là con trai của bạn Baden-Powell. Bảy đến từ Lữ đoàn nam khu Bournemouth, và ba từ Lữ đoàn nam khu Poole. Cháu trai 9 tuổi của Baden-Powell tên Donald Baden-Powell cũng tham dự. Trại phí tùy thuộc vào khả năng kinh tế: £1 đối với các trẻ học trường công lập và 3 shilling (20 shilling bằng một £) và 6 xu đối với những người khác. Các trẻ nam được sắp xếp thành bốn đội: Đội Sói (Wolves), Đội Quạ (Ravens), Đội Trâu (Bulls) và Đội Chim dẽ (Curlews).
Vì đây là kỳ trại Hướng đạo đầu tiên nên các trẻ nam này không có áo đồng phục nhưng họ có đeo khăn quàng khaki và được phân phát phù hiệu hoa bách hợp bằng đồng, đây là lần sử dụng đầu tiên huy hiệu Hướng đạo. Họ cũng có mang một nút dây màu trên vai để chỉ họ thuộc đội nào: xanh lá cây là Đội Trâu, xanh dương là Sói, vàng là Chim dẽ, và đỏ là Quạ. Đội trưởng mang cờ có hình con vật tên đội của mình. Sau khi vượt qua các cuộc thi về nút dây, dò tìm dấu, và cờ quốc gia, họ được trao một huy hiệu đồng nữa, đó là một tấm biển có hai chữ Sắp Sẵn (Be Prepared) được đeo dưới huy hiệu hoa bách hợp.

### Chương trình

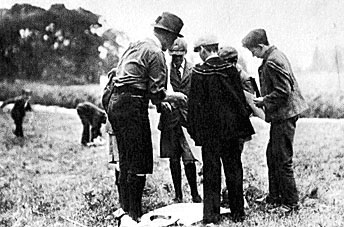
Robert Baden-Powell với các Hướng đạo sinh tương lại trên Đảo Brownsea

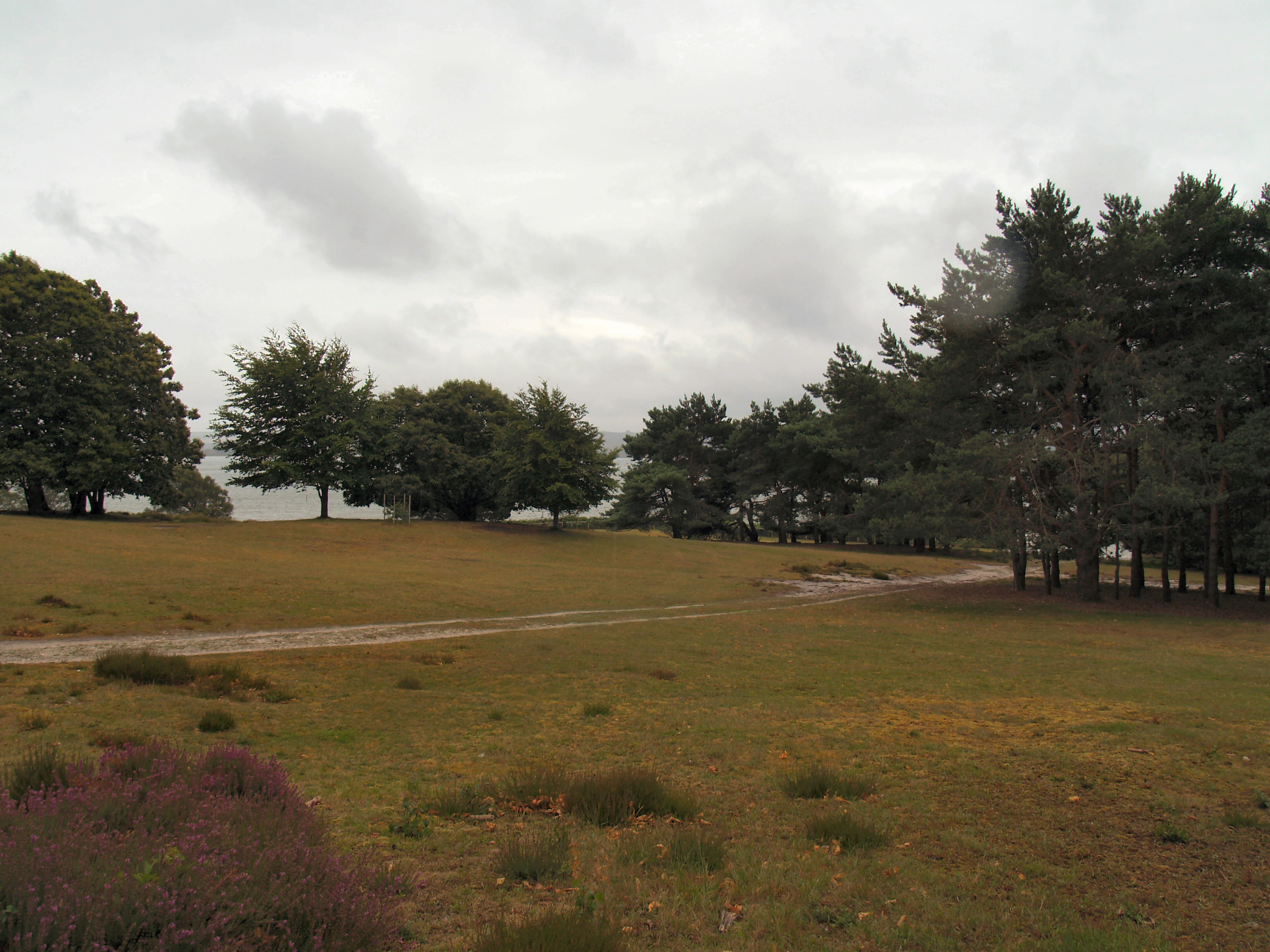
Khu vực cắm trại lều trên Đảo Brownsea

Trại bắt đầu bằng một hồi tù Kudu mà Baden-Powell đã chiếm được trong Đệ nhị Chiến tranh Matabele. Ông cũng dùng tù Kudu đó để khai mạc Trại Họp bạn Hướng đạo Thế giới lần thứ 3 22 năm sau đó năm 1929. Đối với nhiều người tham dự, điểm nổi bật của trại là những câu chuyện kể về kinh nghiệm Phi châu của ông trong lúc đốt lửa trại và bài hát Zulu tên "Ingonyama" có nghĩa là "ông ta là một con sư tử".
Mỗi đội đóng trại trong một lều chuông của quân đội. Ngày bắt đầu vào lúc 6:00 giờ sáng, với nước cocoa, thể dục, nghỉ một lúc và cầu nguyện, kế tiếp là dùng điểm tâm lúc 8:00 giờ sáng. Rồi sau đó là thể dục buổi sáng theo đề tài của ngày và đi tắm rửa, nếu thấy cần. Sau buổi ăn trưa, có một buổi ngũ trưa nghiêm ngặt (không được nói chuyện), theo sau là hoạt động trưa dựa vào đề tài của ngày. Lúc 5:00 giờ chiều, ngày được kết thúc với các trò chơi, ăn tối, kể chuyện quanh lửa trại và cầu nguyện. Hiện diện cho buổi tối là bắt buộc cho các đội lúc 9:00 giờ tối, không kể tuổi tác.
Mỗi ngày dựa vào một đề tài khác nhau:
| Ngày 1 (1 tháng 8) | Sơ khởi             | Thành lập đội hình, phân chia công tác, hướng dẫn đặc biệt dành cho Đội trưởng, bố trí trại.                                             |
| Ngày 2             | Chuẩn bị trại       | Năng khiếu cắm trại, xây nhà lều, nút dây, đốt lửa, nấu ăn, sức khỏe và vệ sinh, chịu đựng                                               |
| Ngày 3             | Quan sát            | Dò tìm dấu, nhớ chi tiết, suy luận ý nghĩa của các dấu vết và dấu hiệu, tập nhìn bằng mắt.                                               |
| Ngày 4             | Kỹ thuật rừng       | Nghiên cứu loài vật và chim, cây cỏ, sao, thú đi nhè nhẹ.                                                                                |
| Ngày 5             | Tinh thần thượng võ | Danh dự, luật hiệp sĩ, không ích kỷ, can đảm, lòng nhân đức, tằn tiện, trung thành, lịch thiệp với phụ nữ. Làm một điều thiện mỗi ngày.  |
| Ngày 6             | Cấp cứu             | Từ cháy, chết đuối, ngựa chạy hoang, hoảng loạn, tai nạn giao thông... Sơ cứu.                                                           |
| Ngày 7             | Chủ nghĩa yêu nước  | Lịch sử và những thành tích đã giành được Đế quốc, Hải quân và Quân đội của chúng ta, cờ, các nhiệm vụ như những công dân, tài thiện xạ. |
| Ngày 8             | Kết thúc            | Tóm lược kỳ trại, ngày thể thao |

Các tham dự viên rời trại bằng phà vào ngày thứ 9, 9 tháng 8 năm 1907. Baden-Powell coi kỳ trại là thành công. Trại kết thúc với số thâm hụt tài chính lên đến trên £24, với tổng số tiền chi cho trại là £55 (bảng Anh), 2 shilling, và 8 xu. Số tiền thâm hụt được Saxon Noble, người có hai con trai là Marc và Humphrey tham dự trại, chi trả hết.

### Di sản và tưởng niệm

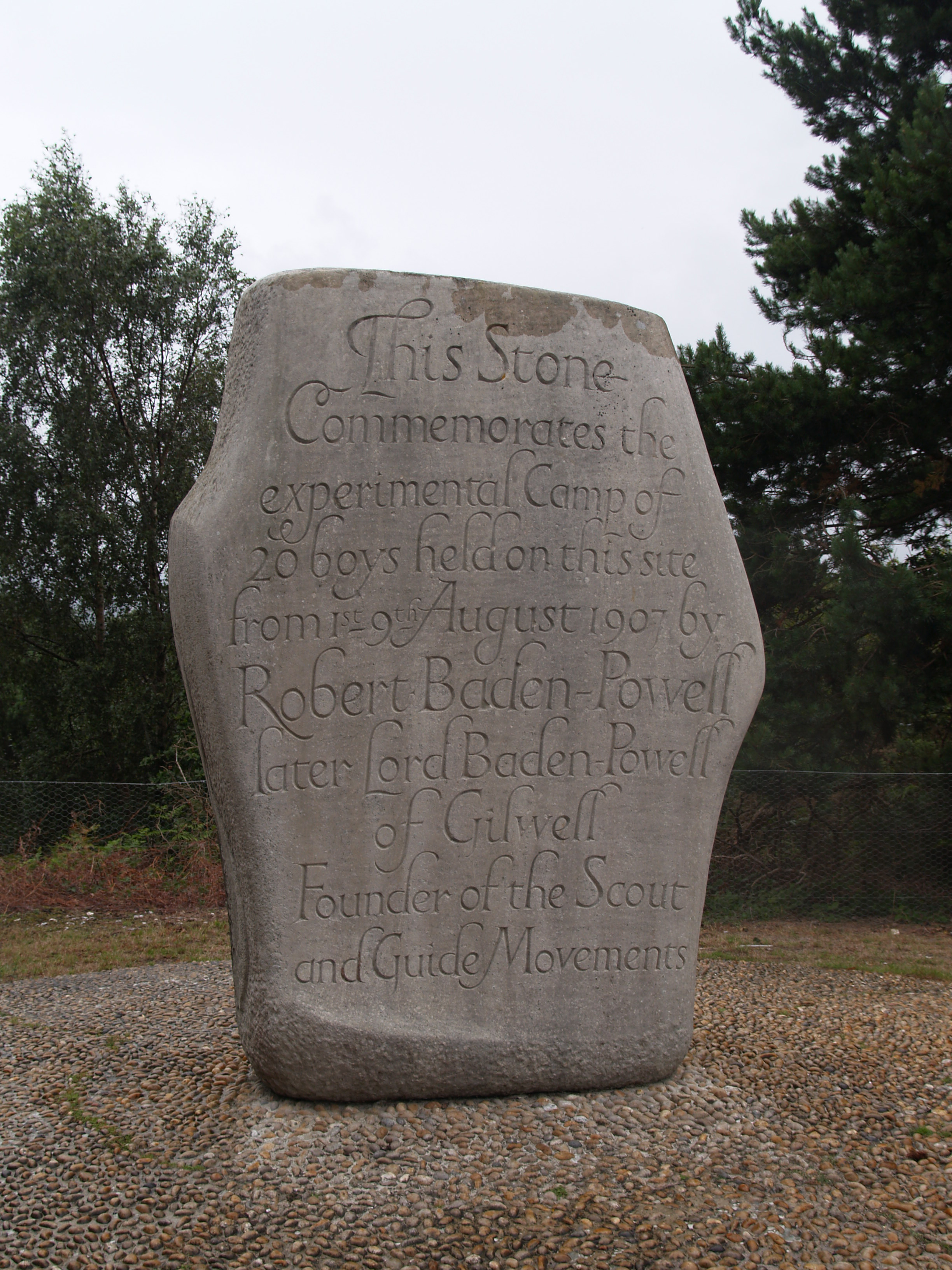
Hòn đá trên Đảo Brownsea ghi dấu kỷ niệm trại Hướng đạo đầu tiên

Theo sau sự thành công của trại, Baden-Powell tiến hành một vòng đi nói chuyện rộng khắp mà nhà xuất bản của ông là Pearsons đã xếp đặt để quảng cáo cho cuốn sách sắp phát hành là Hướng đạo cho nam. Ban đầu nó xuất hiện trong sáu kỳ dạng bán nguyện san bắt đầu từ tháng 1 năm 1908 và sau đó xuất hiện trong dạng sách. Hướng đạo bắt đầu lan rộng khắp Anh Quốc và Ái Nhĩ Lan, rồi qua các quốc gia thuộc Đế quốc Anh, và chẳng bao lâu đến phần còn lại của thế giới.
Một cuộc hội ngộ các trại sinh ban đầu được tổ chức năm 1928 tại nhà của Hướng đạo trưởng tại Pax Hill ở Hampshire. Một hòn đá tưởng niệm của nhà điêu khắc Don Potter được trình làng năm 1967. Nó nằm gần khu cắm trại của đảo.
Tháng 5 năm 2000, hai mươi cây đã được trồng, một cây cho mỗi bé trai tham dự trại đầu tiên. Trong buổi lễ trồng cây, Ủy viên trưởng Hướng đạo của Anh Quốc cùng với các đại diện Nam và Nữ Hướng đạo, trồng cây phía hướng ra biển tại nơi trại ban đầu. Các cây này được bố trí như vật tưởng niệm cho trại cũng như tạo một loại lá chắn gió tương lai chống lại gió duyên hải.

## Lịch sử khu trại

### Từ năm 1927 đến năm 2000

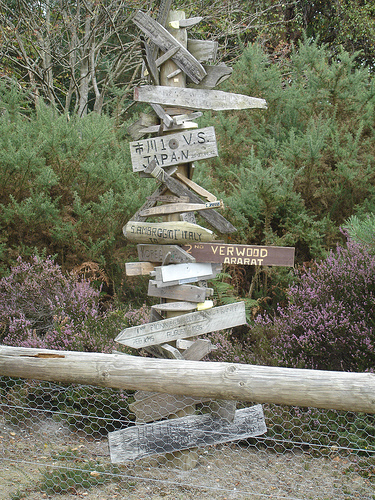
Biển chỉ đường trên Đảo Brownsea

Sau khi Van Raalte và vợ ông qua đời, bà Mary Bonham-Christie mua hòn đảo tại buổi đấu giá năm 1927. Năm 1932, Bonham-Christie cho phép 500 Hướng đạo sinh cắm trại ở đây để mừng Lễ kỷ niệm 25 năm Hướng đạo, nhưng sau đó không lâu bà đóng cửa đảo và đảo trở thành đảo hoang. Năm 1934, một số Hải Hướng đạo sinh cắm trại trên đảo khi lửa bùng cháy trên đảo. Bà Bonham-Christie đổ lỗi cho Hải Hướng đạo sinh mặc dù lửa không phát cháy nơi Hải Hướng đạo cắm trại. Ngọn lửa nuốt chửng nhiều phần trên đảo, từ tây sang đông. Các tòa nhà phía đông chỉ được cứu khi gió đổi chiều sau đó. Không ai thật sự biết ai đã khởi sự ngọn lửa nhưng Hướng đạo sinh không được phép cắm trại trên đảo nửa cho đến khi bà qua đời vào năm 1961. Bonham-Christie bỏ lại hòn đảo với số nợ tiền thuế đất rất cao cho cháu của bà đến nổi người này không thể trả được. Vì sợ rằng hòn đảo có thể bị các nhà phát triển mua nên các công dân có quan tâm đã vận động quyên góp một quỹ phúc lợi và chính phủ cho phép Hội Ủy thác Quốc gia (National Trust) quyền giữ hòn đảo qua quỹ phúc lợi này vào năm 1962.
Đảo được Phu nhân Baden-Powell mở lại cho công chúng vào năm 1963 khi nó nằm dưới quyền điều hành của Hội Ủy thác Quốc gia và từ đó đến nay nó được hội gìn giữ như một khu bảo tồn được du khách ưa chuộng: bao gồm Hướng đạo sinh nam và nữ, và công chúng. Ngay sau khi Hội Ủy thác Quốc gia lấy quyền điều hành đảo vào năm 1964, 50 mẫu Anh gần khu cắm trại xưa kia được để riêng dành cho nam và nữ Hướng đạo cắm trại. Năm 1973, một Trại Họp bạn được tổ chức trên đảo cho 600 Hướng đạo sinh từ 7 quốc gia, cùng với sự hiện diện của một trong các trại viên Hướng đạo đầu tiên năm xưa, lúc đó đã 81 tuổi.

### Sau năm 2000

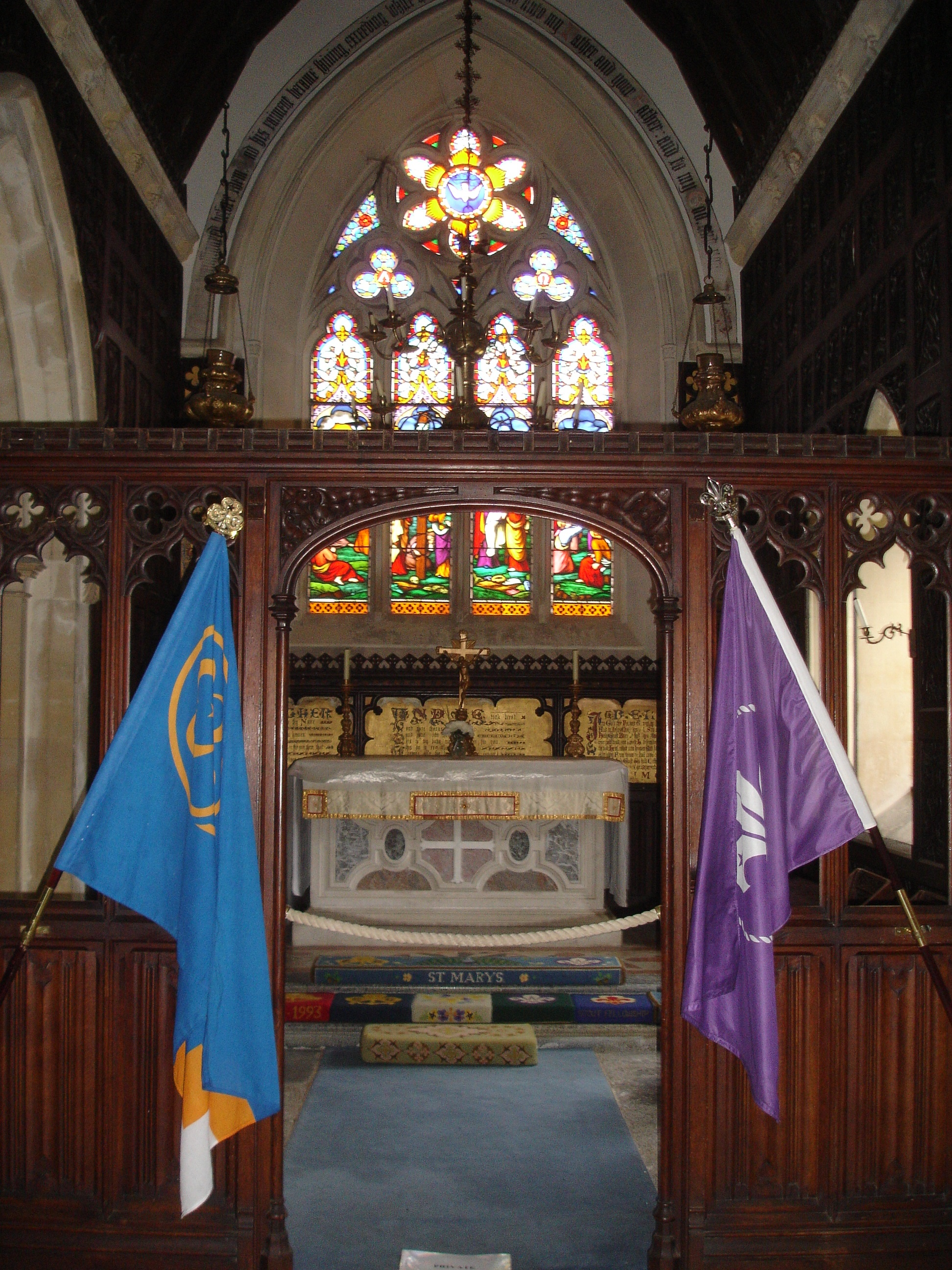
Cờ Nam và Nữ Hướng đạo tại Nhà thờ Thánh Marys

Khu trại được chia thành nhiều phần, với hòn đá ghi dấu kỷ niệm trại Hướng đạo đầu tiên, cửa hàng, các cờ, các bảng hiệu chỉ nơi dừng chân, tất cả nằm trong một khu bên góc tây nam của đảo. Từ nơi này các khu trại nhỏ tỏa ra, có lẽ mỗi khu rộng khoảng trên 10 mẫu Anh và được vây quanh bởi cây cối và các dãy rào. Khu dành riêng cho cắm trại hiện tại rộng khoảng 50 mẫu Anh và có đủ đất cho khoảng từ 300 đến 400 trại viên cắm trại trong khu vực này. Khu trại Hướng đạo và nhiều phần của đảo đã được chỉnh trang và Hướng đạo sinh có thể cắm trại tại đây kể từ năm 1964.
Ủy ban Điều hành Hướng đạo Đảo Brownsea bảo quản khu đất trại Hướng đạo và điều hành một trạm giao dịch nhỏ tại đây. Trại hiện thời đang xây dựng một trung tâm tiện nghi mới dành cho du khách có tên gọi là Trung tâm Ngoài trời Baden-Powell. Nó gồm có một nơi tiếp tân mới của trại, phòng giặt và các nhà cầu mới. Nó dự trù hoàn thành vào tháng 8 năm 2007. Nó nằm kế bên trạm giao dịch hiện thời của trại. Trung tâm cũng sẽ có một viện bảo tàng Hướng đạo nhỏ. Cho đến tháng 8, trạm giao dịch và cửa hàng của trại đang dời về chỗ tạm thời tại trung tâm du lịch của Hội Ủy thác Quốc gia, đối diện Nhà thờ Thánh Mary.
Bàn thờ của Nhà thờ Thánh Mary (các trại khoảng 0,2) có hai cờ Hướng đạo được đặt thẳng hàng trên đó. Năm 2007 trùng với lễ 100 năm Hướng đạo, hai tá (24 cái) gối mới dùng để quỳ có trang trí với các phù hiệu Hướng đạo từ khắp nới trên thế giới được gởi tặng cho nhà thờ. Gối thường được dùng cho các buổi lễ trong những dịp có cắm trại lớn. Có một đài kỷ niệm để tưởng nhớ Baden-Powell và vợ của ông bên trong Nhà thờ.
Đảo Brownsea thông thường được mở cho công chúng từ tháng 3 đến tháng 10 qua đường phà từ Poole. Ngoại lệ, đảo sẽ được giữ chỗ cho Hướng đạo sinh và các huynh trưởng Hướng đạo vào ngày 1 tháng 8 năm 2007 trong suốt Trại Bình minh (Sunrise Camp). Hội Ủy thác Quốc gia đang điều hành một số các sự kiện trong suốt các tháng hè bao gồm các chuyến du lịch có hướng dẫn, đi bộ theo đường mòn và các hoạt động khác tại trung tâm du lịch.

## Hướng đạo một trăm năm
Từ tháng 3 năm 2006, các gói du lịch đã sẵn sàng cho Hướng đạo sinh cắm trại trên đảo trong khi các nhóm nam và nữ Hướng đạo cũng có thể đặt chỗ cho các hoạt động trong ngày. Để kỷ niệm một trăm năm Hướng đạo, bốn trại Hướng đạo được Hội Hướng đạo tổ chức trên đảo trong suốt tháng 7 và 8.
- Trại Đội trưởng (Patrol Leaders Camp), dự định từ 26 đến 28 tháng 7 năm 2007, là trại đầu tiên trong 4 trại và gồm có Hướng đạo sinh từ Vương quốc Anh với các hoạt động như đi xuồng kayak.[19]
- Trại Bổn sao (Replica Camp) sẽ là một lịch sử sống động và tái tạo trại thử nghiệm ban đầu vào năm 1907 trên Đảo Brownsea cho du khách đến thăm đảo xem. Nó kéo dài từ 28 tháng 7 đến ngày 3 tháng 8 năm 2007, song song với các trại khác.[19]
- Trại Bình minh (Sunrise Camp) từ 29 tháng 7 đến 1 tháng 8 năm 2007) sẽ có đến 300 Hướng đạo sinh đến từ gần như mọi quốc gia trên thế giới tham dự. Các bạn trẻ sẽ du hành từ Trại Họp bạn Hướng đạo Thế giới tại Công viên Hylands, Essex đến Đảo Brownsea là vùng đất ghi dấu Hướng đạo vào ngày 1 tháng 8 năm 2007 để dự Lễ Bình minh (Sunrise Ceremony).[19] Lúc 8 giờ sáng, tất cả các Hướng đạo sinh từ khắp nơi trên thế giới sẽ tái tuyên thệ Lời hứa Hướng đạo của mình, tiêu điểm sẽ là làm cho thế giới này trở thành một nơi tốt đẹp và hòa bình hơn.[20]
- Cuối cùng là Trại Tân Bách niên (New Centenary Camp) (1 đến 4 tháng 8 năm 2007) sẽ có các Hướng đạo sinh từ cả Vương quốc anh và ngoại quốc tham dự để chào mừng sự khởi đầu của đệ nhị tân bách niên Hướng đạo. Hướng đạo từ mọi thành phần giai cấp và tôn giáo sẽ đến với nhau để chứng tỏ cho thế giới thấy rằng hòa bình là điều có thể thực hiện được trong cách tương tự mà Baden-Powell đã đưa các bé trại từ mọi tầng lớp xã hội khác nhau đến cuộc trại đầu tiên hồi năm 1907.[19]